# Ведьма Баджелли
«Ведьма Баджелли» ― рукописная иллюстрированная история Спайка Миллигана, которую он написал для своих детей. Впервые вышла в свет в 1973 году. Эта книга  впоследствии вышла в аудио- и видеоверсии.
В 1975 году, планируя аудиоверсию «программы для младенцев» BBC «Давай присоединимся», Спайк Миллиган возражал против запланированного удаления Бога из истории. Телекомпания BBC написала в письме, что цель не заключалась в том, чтобы поставить Бога на один уровень с гоблинами, на что Миллиган ответил, что гоблины, феи и Бог существуют. Однако потом он согласился с удалением Бога из книги.
В 1974 году композитор Эд Уэлч сочинил музыку для «Ведьмы Баджелли». Эта аудиопластинка была выпущена на «Polydor Records». Миллиган исполнил ее с большим оркестром, и пластинка имела немалый успех. В Новой Зеландии, где его регулярно крутили по утреннему радио, музыка имела огромный успех и до 2012 года было продано более 40 000 записей.

## Синопсис
По сюжету двое детей Тим и Роуз, ищущие свою пропавшую корову Люси, встречают в лесу волшебных заколдованных персонажей. Их захватывает ведьма Баджелли, а затем спасает орел. Бог вмешивается, когда они убегают, и ведьма повержена, когда она пытается «выцарапать Богу глаз».

## Экранизация
В 2000 году «CBBC» и «Ragdoll Productions» совместно сняли фильм по мотивам книги. Фильм вышел в эфир в канут Рождества. Спайк Миллиган принял участие в озвучивании фильма. Миллиган также написал сценарий и снялся в роли самого себя.

## Театр
Аланна О'Салливан в 1977 году написала для театра пьесу на основе «Ведьма Баджелли». Пьеса имело более чем 100 постановок в Новой Зеландии.
В 2010, 2016 и 2018 годах «Tim Bray Productions» представила свою версию «Ведьмы Баджелли» на сцене «The PumpHouse Theater».